# Catastrophe du boulevard Lefebvre
Dans l'après midi du 15 janvier 1964, l'extrémité d'un immeuble en construction, au numéro actuel 133 du boulevard Lefebvre dans le 15e arrondissement de Paris, s'effondra en tuant au moins 20 ouvriers et en blessant 18.
Cette catastrophe, qui eut à l'époque un important retentissement, mit en lumière les conditions de travail critiquables sur les grands chantiers de construction de logements, en particulier dans la région parisienne.

## L'origine
L'Office d'HLM de la ville de Paris était maître d'ouvrage d'un certain nombre de constructions d'immeubles à loyers modérés entrant dans une opération de rénovation urbaine de grande ampleur face à la crise du logement aggravée par l'afflux des rapatriés d'Algérie.
Pour mener à bien ces opérations dans des délais limités, il était fait appel à des modes de constructions nouveaux où entrait une grande part de préfabrication. Le premier adjudicateur ayant fait faillite, ce sont les sociétés Lefort et Quillery, regroupées en Consortium et à l'origine de ce mode de construction qui reprirent le chantier en avril 1963. Une autre entreprise spécialisée en charpente métallique, Schmid-Bruneton-Morin (SBM), participait également à la réalisation. Compte tenu de délais tendus, celle-ci confia l'assemblage à un sous-traitant.
Dans l'immeuble concerné, dont le concepteur était l'architecte Georges Tourry, une structure complète autoportante était érigée et contreventée avant de recevoir des planchers préfabriqués en béton.

## Les causes
L'enquête mit en évidence la difficulté de mise en œuvre de cette technique de construction, un suivi de chantier défaillant et un personnel d'exécution non qualifié. La tenue des délais avait conduit à déplacer des entretoises d'une partie de l'édifice pour en contreventer une autre alors que l'ordre de mise en place des planchers n'était pas respecté. L'équilibre de la structure était ainsi rompu et l'ensemble s'effondra sur lui-même.
De plus, compte tenu des méthodes d'embauches quotidiennes, il fut difficile de connaître avec précision les personnes présentes sur le chantier à ce moment et le nombre exact des victimes. Les questions de la méconnaissance des règles d'hygiène et de sécurité sur les chantiers furent rapidement posées aussi bien par les syndicats que par les politiques.

## Les suites judiciaires
Après quatre ans d'enquêtes, c'est la 6e chambre du tribunal correctionnel de la Seine qui fut chargée d'établir les responsabilités et de se prononcer au cours du mois de novembre 1967. Dans ses attendus rendus en janvier 1968, elle a souligné un défaut de contrôle et de coordination où les dix acteurs décideurs inculpés portaient tous une part de responsabilité.
Pour leur défense, les trois architectes impliqués dans l'opération déclarèrent ne pas se sentir responsables de la tenue des chantiers de réalisation et les maîtres d'œuvre n'avaient pas été sensibilisés aux risques de ce type de technique.
Le jugement final infligea des amendes allant de 2 000 à 20 000 francs et des peines de prison avec sursis s'échelonnant de deux à huit mois.
La partie effondrée fut reconstruite à la fin de l'année 1968 et l'ensemble immobilier, dans son état actuel, ne porte plus aucune trace de l'événement.

## Une conséquence légale
Face à l'émoi suscité et à nombre d'autres accidents mortels sur les chantiers du bâtiment, les règlements de sécurité sur ces chantiers qui étaient encore régis par le Code du travail mais plus précisément par un décret datant de 1925, amendé en 1941 et en 1948 furent revus et donnèrent naissance au décret plus complet du 8 janvier 1965.